# Ille-sur-Têt
Ille-sur-Têt (catalano: Illa) è un comune francese di 5 343 abitanti situato nel dipartimento dei Pirenei Orientali nella regione dell'Occitania.
Appartiene al Cantone di La Vallée de la Têt.

## Società

### Evoluzione demografica
Abitanti censiti